# Club Atlético Estudiantes
Club Atlético Estudiantes, auch bekannt als Estudiantes de Caseros oder Estudiantes de Buenos Aires ist ein argentinischer Sportverein aus Caseros in der Provinz Buenos Aires, der hauptsächlich für seine Fußballabteilung bekannt ist. Der 1898 gegründete Verein wird auch Pincha oder Matador genannt.

## Geschichte
Im Jahr 1897 wurde Fußball in Argentinien fast ausschließlich von englischen Einwanderern in Buenos Aires gespielt. Drei dieser Einwanderer, Hansen, McHardy und Fitz Simons, motivierten eine Gruppe argentinischer Jugendlicher zur Gründung eines Teams. Am 15. August 1898 wurde der Verein offiziell als Colegion Nacional Sur gegründet, dessen Namen er bald in Estudiantes änderte, um die Aussprache zu erleichtern. 1904 stieg Estudiantes in die Primera División auf und errichtete ein Stadion in Palermo. 1910 gewann das Team seine erste Trophäe, die Copa de Competencia Jockey Club, und erlebte in den folgenden Jahren Erfolge bei verschiedenen Turnieren. 1910 fand eine historische Tour nach Brasilien statt, bei der Estudiantes vier Spiele gewann und das Team in Buenos Aires begeistert empfangen wurde.
Nach der Fusion der professionellen und den Amateurligen fiel Estudiantes in die zweite Liga und 1940 sogar in die dritte Liga. Nach einigen Höhen und Tiefen kehrte das Team 1977 nach vier Jahrzehnten in die Primera División zurück. In den späten 1980er Jahren wurde Estudiantes mehrmals in verschiedene Ligen eingestuft, bevor 1996 unter Trainer Ricardo Trigilli der Aufstieg in die Primera Nacional B gelang und sich das Team bis 2001 in der Klasse hielt. Im April 2019 feierte Estudiantes den Aufstieg in die zweite Liga nach 18 Jahren. In der Copa Argentina sorgte das Team für Furore, indem es mehrere Erstligisten ausschaltete und bis ins Halbfinale vordrang. 2022 schloss Estudiantes die reguläre Saison der Nacional B auf dem siebten Platz ab und erreichte die Aufstiegs-Playoffs, wo sie nur knapp am Aufstieg in die höchste Liga scheiterten.

## Stadion
Estudiantes trägt seine Heimspiele im 16.740 Zuschauer fassenden Estadio Ciudad de Caseros aus. Das Stadion wurde 1963 eröffnet und 2010/11 renoviert.

## Erfolge
- Primera B Metropolitana: 1906, 1977, 1999/2000
- Primera C Metropolitana: 1903, 1904, 1942, 1966

## Weitere Sportarten
Neben dem Herrenfußball bietet der Verein auch Frauenfußball, Geräteturnen, Handball, Tanzen, Taekwondo, Volleyball und Eislauf an.